# El apagón (obra de teatro)
El apagón (Black Comedy) es una comedia de Peter Shaffer, estrenada por primera vez en 1965.

## Montaje
La obra está escrita bajo un esquema de iluminación invertida, es decir, la obra comienza en un escenario oscuro. A los pocos minutos, ocurre un cortocircuito, y el escenario se ilumina para revelar los personajes de un "apagón", y entonces sólo el público ve a los ocho personajes comportándose como lo hacen los seres humanos cuando creen no ser vistos, aunque cada uno de ellos tiene una personalidad distinta y estrambótica.

## Argumento
Brindsley Miller, un joven escultor, y su recién prometida Carol Melkett han cogido "prestados" algunos caros y antiguos muebles del piso de su vecino Harold, pero sin su permiso, con el fin de impresionar a un millonario coleccionista de arte que va a ir a ver el trabajo de Brindsley, así como al padre de Melkett Carol.
Cuando falla la energía, Harold regresa temprano a su casa, y Clea, examante de Brindsley, aparece inesperadamente, con lo cual, empieza el desastre para él.

## Representaciones destacadas
- Chichester Festival Theatre, 27 de julio de 1965. Estreno.[2]
  - Dirección: John Dexter
  - Intérpretes: Derek Jacobi, Louise Purnell, Doris Hare, Graham Crowden, Albert Finney, Paul Curran, Maggie Smith, Michael Byrne.

- Ethel Barrymore Theater, Broadway, Nueva York, 1967.
  - Dirección: John Dexter
  - Intérpretes: Geraldine Page, Donald Madden, Michael Crawford, Lynn Redgrave, Camila Ashland, Peter Bull, Donald Madden, Pierre Epstein.

- Théâtre Montparnasse, París, 1967.
  - Dirección: Raymond Gérôme.
  - Adaptación: Pierre Barillet y Jean-Pierre Grédy
  - Intérpretes: Jean-Pierre Cassel, Marlène Jobert, Agnès Capri, Robert Burnier, Raymond Gérôme, Perrette Pradie, Maurice Nasil.

- Lyric Theatre, Londres, 1968.
  - Dirección: Peter Wood.
  - Intérpretes: Dorothy Reynolds, James Bolam, Ian McKellen, Angela Scoular, Robert Flemying, Ken Wynne, Liz Fraser.

- Teatro Talía, Barcelona, 1981.[3]
  - Adaptación: Jaime Azpilicueta.
  - Intérpretes: Fernando Guillén, Paco Morán, Alejandro Ulloa, Montse García Segués, María Dolores Gispert, Conchita Bardem, Ventura Oller, Avelino Díaz.

- Criterion Center Stage Right, Broadway, Nueva York, 1983.
  - Dirección:  Gerald Gutierrez.
  - Intérpretes: Peter MacNicol, Anne Bobby, Nancy Marchand, Keene Curtis, Brian Murray, Robert Stattel, Kate Mulgrew, Ray Xifo.

- Teatro Maipo, Buenos Aires, 1993.
  - Dirección:  Juan José Bertonasco.
  - Escenografía: Mario Vanarelli
  - Intérpretes: Pablo Alarcón, Deborah Warren, Roberto Carnaghi, Claribel Medina, Perla Santalla, Gogó Andreu, Juan Carlos Puppo, Jorge Ochoa.

- Teatro Reina Victoria, Madrid, 1997.
  - Dirección: John Dexter
  - Intérpretes: Tomás Gayo, Amparo Pamplona, Diana Peñalver, Alejandra Torray, Mario Martín, Paco Morales, Enrique Cazorla, Manuel Marco.[4]

- Comedy Theatre, Londres, 1998.
  - Dirección: Greg Doran.
  - Intérpretes: David Tennant, Anna Chancellor, Nichola McAuliffe, Gary Waldhorn, Desmond Barritt, Geoffrey Freshwater, Amanda Harris, Joseph Millson.

- Teatro Alcázar, Madrid, 2012.[5][6]
  - Intérpretes: Gabino Diego, Eva Santolaria, Ana Arias, Aurora Sánchez, Paco Churruca, Diego Molero, Ramón Merlo, Carmen Barrantes.